# El Vecino (serie de televisión)
El Vecino es una serie de televisión web español de comedia de superhéroes creada por Miguel Esteban y Raúl Navarro para Netflix, basada en la serie de historietas El vecino de Santiago García y Pepo Pérez, y está protagonizada por Quim Gutiérrez, Clara Lago, Adrián Pino y Catalina Sopelana. Los guionistas Carlos de Pando y Sara Antuña ejercen de showrunners. La producción ejecutiva corre a cargo de Eneko Gutiérrez. La serie sigue las desventuras de Javier (Gutiérrez), un tío con muy mala suerte que un día gana inadvertidamente poderes de un alienígena moribundo (Jorge Sanz) y que, con la ayuda de su vecino José Ramón (Pino), debe aprender a dominar sus nuevos poderes para luchar contra el mal y al mismo tiempo ocultarlos de todos los demás. Fue estrenada en la plataforma Netflix el 31 de diciembre de 2019.
El 20 de febrero de 2020, Netflix renovó la serie por una segunda temporada, la cual se estrenó el 21 de mayo de 2021. El 15 de abril de 2021, Netflix anunció, junto con la fecha de estreno de la segunda temporada de la serie, que dicha temporada será la última.

## Trama
Javier (Quim Gutiérrez) es un tipo con un trabajo precario que mantiene una relación inestable con su novia. Su vida cambia cuando un alienígena moribundo (Jorge Sanz) aterriza forzosamente en la Tierra y le traspasa sus poderes a Javier justo antes de morir. Sin embargo, aún con sus nuevos poderes, es despedido de su trabajo y su relación con la periodista Lola (Clara Lago) peligra aún más que nunca. Con la ayuda de su vecino José Ramón (Adrián Pino), Javier intentará controlar sus nuevos poderes para convertirse en un nuevo superhéroe, Titán, al mismo tiempo que trata de ocultar sus nuevos poderes de los demás - especialmente de Lola, quien, para su mala suerte, ha decidido investigar al nuevo y misterioso superhéroe y hacer un reportaje con toda la información de él que pueda recopilar.

## Reparto

### Elenco principal
- Quim Gutiérrez como Javier / Titán
- Clara Lago como Lola
- Adrián Pino como José Ramón
- Catalina Sopelana como Julia[8]

### Elenco secundario
- Denis Gómez como Litos
- Ratoni como Perruedines
- Sergio Momo como Rober[9]
- Aníbal Gómez como Adolfo[10]
- Paula Malia como Alicia
- Nacho Marraco como Marcelo
- Andoni Ferreño como Andoni
- Eduardo Lupo como Rafa
- Fran Perea como Fran Perea[11]
- Gracia Olayo como Alcaldesa[11]
- Ignacio Ysasi como Bosco
- Celia de Molina como Greta

#### Con la colaboración especial de
- Jorge Sanz como Alienígena[3]
- Javier Botet como Tucker[11]

| Actor                  | Personaje              | Temporadas             | Temporadas             |                        |                        |                        |
| Actor                  | Personaje              | 1                      | 2                      |                        |                        |                        |
| Personajes principales | Personajes principales | Personajes principales | Personajes principales | Personajes principales | Personajes principales | Personajes principales |
| ---------------------- | ---------------------- | ---------------------- | ---------------------- | ---------------------- | ---------------------- | ---------------------- |
| Quim Gutiérrez         | Javier                 | Principal              | Principal              |                        |                        |                        |
| Clara Lago             | Lola                   | Principal              | Principal              |                        |                        |                        |
| Adrián Pino            | José Ramón             | Principal              | Principal              |                        |                        |                        |
| Catalina Sopelana      | Julia                  | Principal              | Principal              |                        |                        |                        |
| Personajes recurrentes |                        |                        |                        |                        |                        |                        |
| Ratoni                 | Perruedines            | Recurrente             | Recurrente             |                        |                        |                        |
| Sergio Momo            | Rober                  | Recurrente             |                        |                        |                        |                        |

## Episodios
| Temporada | Temporada | Episodios | Episodios | Lanzamiento original    | Lanzamiento original    |
| --------- | --------- | --------- | --------- | ----------------------- | ----------------------- |
|           | 1         | 10        | 10        | 31 de diciembre de 2019 | 31 de diciembre de 2019 |
|           | 2         | 8         | 8         | 21 de mayo de 2021      | 21 de mayo de 2021      |

### Primera temporada (2019)
| N.º en serie | N.º en temp. | Título                 | Dirigido por       | Escrito por                   | Fecha de lanzamiento original |
| ------------ | ------------ | ---------------------- | ------------------ | ----------------------------- | ----------------------------- |
| 1            | 1            | «Piloto»               | Nacho Vigalondo    | Miguel Esteban y Raúl Navarro | 31 de diciembre de 2019       |
| 2            | 2            | «La red social»        | Nacho Vigalondo    | Miguel Esteban y Raúl Navarro | 31 de diciembre de 2019       |
| 3            | 3            | «Día de entrenamiento» | Paco Caballero     | Miguel Esteban y Raúl Navarro | 31 de diciembre de 2019       |
| 4            | 4            | «Dilema»               | Paco Caballero     | Miguel Esteban y Raúl Navarro | 31 de diciembre de 2019       |
| 5            | 5            | «Secretos y mentiras»  | Paco Caballero     | Miguel Esteban y Raúl Navarro | 31 de diciembre de 2019       |
| 6            | 6            | «La tormenta perfecta» | Ginesta Guindal    | Miguel Esteban y Raúl Navarro | 31 de diciembre de 2019       |
| 7            | 7            | «La entrevista»        | Ginesta Guindal    | Miguel Esteban y Raúl Navarro | 31 de diciembre de 2019       |
| 8            | 8            | «La gran apuesta»      | Víctor García León | Miguel Esteban y Raúl Navarro | 31 de diciembre de 2019       |
| 9            | 9            | «El guateque»          | Víctor García León | Miguel Esteban y Raúl Navarro | 31 de diciembre de 2019       |
| 10           | 10           | «Colossal»             | Víctor García León | Miguel Esteban y Raúl Navarro | 31 de diciembre de 2019       |

### Segunda temporada (2021)
| N.º en serie | N.º en temp. | Título          | Dirigido por       | Escrito por                                                                                 | Fecha de lanzamiento original |
| ------------ | ------------ | --------------- | ------------------ | ------------------------------------------------------------------------------------------- | ----------------------------- |
| 11           | 1            | «Tucker»        | Ernesto Sevilla    | Marc Creuhet, Miguel Esteban y Raúl Navarro                                                 | 21 de mayo de 2021            |
| 12           | 2            | «Los Juegos»    | Ernesto Sevilla    | Marc Creuhet, Miguel Esteban y Raúl Navarro                                                 | 21 de mayo de 2021            |
| 13           | 3            | «Mindfulness»   | Víctor García León | Marc Creuhet, Miguel Esteban y Raúl Navarro                                                 | 21 de mayo de 2021            |
| 14           | 4            | «Muñecos»       | Víctor García León | Argumento: Marc Creuhet, Miguel Esteban y Raúl Navarro Guion: Miguel Esteban                | 21 de mayo de 2021            |
| 15           | 5            | «La plaza»      | Mar Olid           | Argumento: Marc Creuhet, Miguel Esteban y Raúl Navarro Guion: Miguel Esteban                | 21 de mayo de 2021            |
| 16           | 6            | «El Ministerio» | Raúl Navarro       | Argumento: Marc Creuhet, Miguel Esteban y Raúl Navarro Guion: Miguel Esteban y Raúl Navarro | 21 de mayo de 2021            |
| 17           | 7            | «La amenaza»    | Víctor García León | Argumento: Marc Creuhet, Miguel Esteban y Raúl Navarro Guion: Miguel Esteban y Raúl Navarro | 21 de mayo de 2021            |
| 18           | 8            | «Miguelito»     | Víctor García León | Argumento: Marc Creuhet, Miguel Esteban y Raúl Navarro Guion: Miguel Esteban y Raúl Navarro | 21 de mayo de 2021            |

## Producción y estreno
El 6 de febrero de 2019, Netflix anunció que había dado luz verde a cinco nuevas series españolas para su plataforma, una de ellas siendo El vecino, basada en las historietas de Santiago García y Pepo Pérez. Se proyectó por primera vez al público el 15 de noviembre de 2019, cuando los dos primeros capítulos de la serie inauguraron el Festival Internacional de Cine de Gijón; ese mismo día, Netflix sacó el tráiler de la serie y anunció que se estrenaría al competo en la plataforma el 31 de diciembre de 2019.
El 20 de febrero de 2020, Netflix renovó la serie por una segunda temporada. El 15 de abril de 2021, Netflix anunció que la segunda temporada de la serie se estrenará el 21 de mayo de 2021 y será la última de la serie.

## Recepción

### Primera temporada
El vecino ha recibido críticas positivas por parte de los críticos españoles. Mikel Zorrilla de Espinof elogió a los personajes de la serie y al enfoque en el personaje del mentor del superhéroe en vez de un inicio tradicional para el mismo, pero fue un poco más crítico con la trama amorosa del protagonista; también mencionó a la serie estadounidense de los años 1980 El gran héroe americano como un referente para El vecino. Alfonso Rivera de Cineuropa.org predijo un mal futuro para la serie basándose en las reacciones de los demás espectadores, comentando que, aunque hubo varios que se rieron a carcajadas, más de la mitad de la sala estaba en silencio y mirando el móvil con frecuencia, concluyendo que no hará reír a la audiencia del mismo modo que otros trabajos de Nacho Vigalondo (como su cortometraje 7:35 de la mañana); también describió él mismo a la serie como una "comedia televisiva diseñada para saciar a víctimas del algoritmo" y comparó a la serie con dos películas de Vigalondo (Los cronocrímenes y Colossal) en función de varias caracterísitcas de los protagonistas de cada una, al igual que con otra película de Vigalondo, Extraterrestre, en función de su temática. Francesc Miró de Vertele elogió el humor de la serie, basado en el descontento de sus protagonistas y su deconstrucción del género de superhéroes (sacado de los cómics originales), describiéndola como una mezcla en los elementos superheroicos de los cómics originales y del estilo de humor de Francisco Ibáñez, y concluyendo que, con El vecino, "la comedia de superhéroes está de enhorabuena". Máximo Simáncas de Las cosas que nos hacen felices la describe como "un producto más que decente con el que echarse unas risas, y el trabajo de sus responsables con los protagonistas hace que queramos saber más de estos falibles pero entrañables personajes"

### Segunda temporada
La segunda temporada de la serie también ha recibido críticas muy positivas por parte de los críticos, con muchos de ellos estando de acuerdo en que es una mejora con respecto a la primera temporada. Mikel Zorrilla de Espinof, quien ya le dio una crítica positiva a la primera temporada, también lo fue con la segunda, describiéndola como "tan divertida o incluso más" que la primera, describiendo a los nuevos fichajes como "grandísimos aciertos" y concluyendo que la serie es "una de las series españolas más refrescantes de Netflix". Raquel Hernández Luján de Hobby Consolas fue igual de positiva, elogiando los efectos especiales y las nuevas tramas "aún más surrealistas y delirantes", así como considerando su ritmo y sentido del humor "mejor que [en] la primera temporada", y deseando que la segunda temporada tuviera más éxito que la primera para que Netflix se interesase en continuarla. Mario Cerdeño Salinero de Los Lunes Seriéfilos dijo que la temporada era "mucho más dinámica y entretenida" que la primera, describió las nuevas incorporaciones como "todo un acierto", y lamentó que la segunda temporada fuera la última, repitiendo varias veces a lo largo de la crítica que a la serie aún le quedaba mucho gas para más temporadas. José A. Cano de Cine con Ñ fue algo más negativo, describiendo las referencias meta como "un ahogo de guiños POP que entierra el argumento y hasta la minicomedia de enredo", además de criticar que "los diferentes tonos no encajen" y citar que, en su opinión, el humor "se ha separado demasiado del contexto que quiere reflejar", concluyendo que, aunque la segunda temporada es "más interesante que la media de lo que se ha estado estrenando este año", también está "por debajo de la primera temporada y del cómic original". Miquel Unzué de TVienes fue muy positivo, elogiando su habilidad de "caer en lo absurdo" y llevarlo bien, y comentando que la química entre los protagonistas "traspasa la pantalla y hace que el espectador se encariñe rápidamente de los personajes", además de hablar positivamente de los efectos especiales, concluyendo que la temporada es " explosión definitiva de unos personajes muy locos y llevados al extremo". Sergio Navarro de FormulaTV detalló a los nuevos fichajes como "un acierto" y describiendo la temporada en general como "más divertida, más graciosa, más surrealista y con más guiños y referencias a la cultura pop", recomendando la nueva temporada incluso a los que no les gustó la primera y sugiriendo que la serie llegó a su desenlace "muy pronto".